# Liste der Naturdenkmale in Andernach
Die Liste der Naturdenkmale in Andernach nennt die im Gemeindegebiet von Andernach ausgewiesenen Naturdenkmale (Stand 2. Mai 2024).

## Naturdenkmale
| Nr.         | Bezeichnung    | Lage                                                        | Beschreibung                                                   | Bild                                    |
| ----------- | -------------- | ----------------------------------------------------------- | -------------------------------------------------------------- | --------------------------------------- |
| ND-7137-374 | Rosskastanie   | Andernach, Koblenzer Straße, vor Nr. 6 Lage                 | Aesculus hippocastanum                                         | Direkt Bild zu diesem Denkmal hochladen |
| ND-7137-375 | Zwei Eschen    | Andernach, Mayener Hohl, vor Nr. 16 Lage                    | Fraxinus excelsior, zwei Bäume                                 | Direkt Bild zu diesem Denkmal hochladen |
| ND-7137-390 | Fornicher Kopf | Namedy, nördlich des Ortes; Abteilung Am Forniger Berg Lage | auch Kreuzbornslay; Basaltlavaberg; flächenhaftes Naturdenkmal | Direkt Bild zu diesem Denkmal hochladen |

## Ehemalige Naturdenkmale
| Nr.         | Bezeichnung                      | Lage                                                           | Beschreibung | Bild                                    |
| ----------- | -------------------------------- | -------------------------------------------------------------- | --- | --------------------------------------- |
| ND-7137-373 | Schnurbaum                       | Andernach, Koblenzer Straße, bei Nr. 20 Lage                   | Styphnolobium japonicum; Rechtsverordnung am 16. September 2013 aufgehoben                                                                      | Direkt Bild zu diesem Denkmal hochladen |
|             | Baumbestand auf der Insel Namedy | Namedy, östlich des Ortes Lage                                 | Populus sp. und Salix sp.; flächenhaftes Naturdenkmal; Rechtsverordnung aufgehoben, jetzt Teil des Naturschutgebiets Namedyer Werth             | Direkt Bild zu diesem Denkmal hochladen |
|             | Hohe Buche                       | Namedy, nordöstlich des Ortes; Abteilung Am Wassemer Kopf Lage | Fagus sylvatica; Rechtsverordnung aufgehoben | Direkt Bild zu diesem Denkmal hochladen |
|             | Naßberg-Gipfel                   | Eich, westlich des Ortes; Abteilung Auf dem Naßberg Lage       | Schlackenkegel-Vulkan; flächenhaftes Naturdenkmal; Rechtsverordnung am 26. Oktober 1970 aufgehoben, jetzt Teil des Naturschutzgebietes Nastberg | Fotos hochladen                         |